# Circondario di Saarlouis
Il circondario di Saarlouis (in tedesco Landkreis Saarlouis) è uno dei circondari dello stato tedesco della Saarland.

## Città e comuni
(Abitanti al 31 dicembre 2021)
| Comuni del circondario | Città 1. Dillingen/Saar (19 668) 2. Lebach (18 694) 3. Saarlouis, Città circondariale (34 445) | Comuni 1. Bous (6 978) 2. Ensdorf (6 502) 3. Nalbach (9 079) 4. Rehlingen-Siersburg (14 343) 5. Saarwellingen (13 177) 6. Schmelz (16 136) 7. Schwalbach (17 126) 8. Überherrn (11 393) 9. Wadgassen (16 900) 10. Wallerfangen (9 220) |